# Mitt hjärta blöder
"Mitt hjärta blöder" är en låt av den svenska sångerskan Veronica Maggio. Den släpptes den 25 januari 2012 som den tredje singeln från Maggios tredje studioalbum Satan i gatan (2011).

## Låtlista
- Digital nedladdning[1]

1. "Mitt hjärta blöder" – 3:21
2. "Mitt hjärta blöder" (Walz Guld Remix) – 3:18
3. "Dumpa mig" (2012 Version) – 3:50

## Listplaceringar
| Topplista (2011)            | Högsta position |
| --------------------------- | --------------- |
| Sverige (Sverigetopplistan) | 5               |

## Fotnoter
1. ↑  ”Mitt hjärta blöder (2012)” (på engelska). 7digital. Arkiverad från originalet den 28 maj 2012. https://web.archive.org/web/20120528172309/http://se.7digital.com/artist/veronica-maggio/release/mitt-hjarta-bloder. Läst 28 januari 2012.
2. ↑  ”swedishcharts.com – Veronica Maggio – Mitt hjärta blöder”. Sverigetopplistan. Hung Medien. http://www.swedishcharts.com/showitem.asp?interpret=Veronica+Maggio&titel=Mitt+hj%E4rta+bl%F6der&cat=s. Läst 28 januari 2012.